# Venyera–16
A Venyera–16 (cirill betűkkel: Венера–16) szovjet űrszonda, melyet a Venyera-programban indítottak a Vénusz északi féltekéjének részletes radartérképezésére. Az űrszondát az NPO Lavocskin vállalat fejlesztette ki és építette meg.

## Küldetés
1983. június 7-én indították a Vénusz felé Proton–K hordozórakétával, 1983. október 11-én kezdte meg keringését a Vénusz körül. Hozzávetőleg 4 fok eltéréssel szinkronpályán mozgott a Venyera–15-tel. A szonda majdnem sarki pályája 24 órás elliptikus pálya, perigeuma 1000 kilométer, apogeuma 65 000 kilométer volt. 
A Vénusz radartérképezési technikáját elsőként a Venyera–15  és a Venyera–16  űrszondák használták 1983-ban.  A képeken néhány aktív vulkán helyzetét is sikerült meghatározni. A teljes felszínnek mintegy negyedét sikerült feltérképezni, főleg az északi sark környékén. Nyolc hónapig működött.

## Jellemzői
Az űrszonda 5 méter hosszú és 60 centiméter átmérővel rendelkezett, rajta egy 1,4 méter átmérőjű parabolaantenna radarrendszerrel. A szonda össztömege 4000 kilogramm volt. Tartályokban hajtóanyag és rakétafúvókák voltak elhelyezve a szükséges manőverek végrehajtására. Ott kapott helyet a számítógép, a képrögzítő és további berendezések. A tartályon kívül egy 2 négyzetméteres napelem, valamint egy 2,6 méteres parabolaantenna volt felszerelve.